# Квинт Лаберий Дур
Квинт Лабе́рий Дур (лат. Quintus Laberius Durus; погиб в августе 54 года до н. э., Британия) — римский военачальник, военный трибун в армии Гая Юлия Цезаря.

## Происхождение
Квинт Лаберий принадлежал к малоизвестному плебейскому роду; по мнению исследователя Эрика Грюна, его родиной могла быть Этрурия. Степень родства Квинта с выдающимся драматургом и другом Цицерона Децимом Лаберием точно не установлена.

## Биография
Из биографии Квинта Лаберия известно только то обстоятельство, что он в ранге военного трибуна участвовал в Галльской войне Гая Юлия Цезаря и в его первом вторжении в Британию. Вскоре после высадки римлян на юго-востоке Британии они подверглись внезапному нападению со стороны местных жителей. А к моменту второго нападения бриттов Квинт Лаберий был уже мёртв. 
Местом погребения Квинта Лаберия традиционно считается земляная насыпь возле так называемого могильника Джулибери (являющегося в действительности длинным курганом эпохи раннего неолита) близ деревни Чилхем.

## Лаберий Дур в литературе
Орозий в своей «Истории против язычников» называет Квинта Лабиеном, путая его с легатом Цезаря. Ту же ошибку делают Беда Достопочтенный и Гальфрид Монмутский. Гальфрид при этом добавляет, что Лаберия убил некий Ненний.
Современный американский поэт, эссеист и переводчик Габриэль Гуддинг посвятил Квинту Лаберию одно из своих стихотворений («Квинту Лаберию Дуру, погибшему из-за копья в лёгких в окрестностях Кента в начале августа 54 года до н. э.»).